# Anticleora ordinata
Anticleora ordinata är en fjärilsart som beskrevs av Claude Herbulot 1966. Anticleora ordinata ingår i släktet Anticleora och familjen mätare. Inga underarter finns listade i Catalogue of Life.